# Route nationale 470
Die N470 war von 1933 bis 1973 eine französische Nationalstraße, die zwischen Semur-en-Auxois und der N436 westlich von Saint-Claude verlief. Ihre Gesamtlänge betrug 183 Kilometer. Von 1978 bis 2006 wurde die Nummer N470 für eine Verbindung zwischen der N74 und A6 in Beaune verwendet. Diese Straße verlief südlich parallel zur historischen Trasse der N470.